# 散るぞ悲しき 硫黄島総指揮官・栗林忠道
『散るぞ悲しき 硫黄島総指揮官・栗林忠道』（ちるぞかなしき いおうじまそうしきかん・くりばやしただみち）は、梯久美子のノンフィクション作品である。

## 概要
太平洋戦争末期の硫黄島の戦いで戦死した硫黄島守備隊総指揮官栗林忠道が妻子に宛てた手紙や、栗林の長男、次女、親族、関係者への取材を通して、硫黄島の戦いの真実に迫る。2005年に新潮社から出版された。
2006年、財団法人日本文学振興会が主催する第37回大宅壮一ノンフィクション賞を受賞。

## ストーリー
「国の為重きつとめを果し得で矢弾尽き果て、散るぞ悲しき」。1945年、3月16日、硫黄島総指揮官栗林忠道中将は大本営に宛てて電報を発し、10日後、3月26日に最後の総攻撃をしかけ戦死、玉砕した。彼が大本営に発した散るぞ悲しきという言葉は「悲しき」から「口惜し」に訂正され、「散るぞ口惜し」に改変されていた。
なぜ改変されたのか。このとき、私はまだ知らなかった。死んでゆく兵士たちを「悲しき」と詠うことが、指揮官にとってどれほどのタブーであったかを。エリート軍人たる栗林が、いたずらに将兵を死地に追いやった軍中枢部への、ぎりぎりの抗議ともいうべきこの歌を詠むまでに、どのような戦場の日々があったのかを。

## エピソード
2006年公開の映画「硫黄島からの手紙」で栗林忠道を演じた俳優の渡辺謙は、映画の収録期間中に同本を肌身離さず持ち歩き、役作りのために活用したという。